# سيرجيو ترونكوسو
سيرجيو ترونكوسو (بالإنجليزية: Sergio Troncoso)‏‏ (1961 في إل باسو، تكساس - )؛ روائي من الولايات المتحدة.

## الجوائز
- منحة فولبرايت